# Vicente Luis Ciano
Vicente Luis Victorio Ciano (Tandil, 28 de diciembre de 1936 - Mar del Plata, 11 de julio de 2025) fue un periodista argentino. Ejerció su profesión durante 37 años consecutivos en el Canal 8 de Mar del Plata. Se desempeñó en radio y medios gráficos.

## Vida familiar
Era hijo de José y Josefa Conforte, nació en Tandil y a los 4 años se radicó en Mar del Plata donde ejerce su profesión. 
En esa ciudad contrajo matrimonio con Isabel Pilas con quien tuvo un hijo: Ariel.
De su vida personal se destaca una enfermedad que lo obligó a permanecer internado a fines de 2009 en el Sanatorio Belgrano en estado de coma farmacológico inducido con un cuadro de Septicemia, una infección que avanza rápidamente, puede potencialmente provocar la muerte y aparecer de varios focos como los pulmones, el abdomen y las vías urinarias. Fue dado de alta el 20 de febrero de 2010 y el sábado 13 de marzo hizo una aparición pública en la esquina de Güemes y Alvarado rodeado por su familia, amigos y autoridades locales.

## Trayectoria profesional
A la vez que cursaba la primaria trabajó como lustrabotas en la esquina de Juan B. Justo y Tucumán, canillita, peón de albañil en una obra cercana a Camet. Fabricaba unos costureros a los que se les pegaba unos caracoles y la gente los compraba como recuerdos. En esa época actuaba como maestro de ceremonias en todos los bailes que se hacían en el club Florida. Con un megáfono salían por las calles a promocionar las fiestas, en una oportunidad fueron trasladados a la comisaría por una denuncia por ruidos molestos.
Y en 1961, una vez finalizado el servicio militar en la VI Brigada Aérea de Tandil, empezó en el Canal 8 junto a Leftalá Abraham su carrera periodística. Y cuando el comentarista deportivo de Canal 8, Mario Trucco, se mudó a Buenos Aires ocupó el cargo vacante, primero con fútbol y después con otras disciplinas deportivas. Y finalmente terminó siendo el conductor de Teleocho informa, el noticiero del canal. Se desempeñó en ese canal hasta el 8 de enero de 1999 cuando fue despedido.
Ejerció, y actualmente lo hace en otros medios locales como La Capital Cable y LU6 Radio Atlántica. En la radio realizó programas como Radio Deṕortes y Ovación junto a Juan Carlos Morales, Juan Carlos Morales, Jorge Rocco, Navarte Blanca, Luis Carlos Secuelo, Fernando Bravo, Alfredo Marques, Walter Saavedra y Julio Macías.
En 2009 volvió a Canal 8 conduciendo el programa "Tema Central".
Se destacó como periodista deportivo en programas como Analizando la Selección en el año 1977 con Juan Carlos Morales y Helmer Uranga y con Fútbol' con transmisiones de imágenes que recibían del exterior. Además realizó transmisiones con “Pocho” Hidalgo, con Mario Trucco y Jorge Alfieri.
Además tuvo una columna en el diario El Atlántico denominada "Pulso Deportivo" y fue parte del Suplemento Rosa de ese medio gráfico.
Fue además gerente de una cooperativa de crédito.

## Distinciones
Por su extensa trayectoria periodística y su calidad humana, el Concejo Deliberante de Mar del Plata le otorgó  la Distinción al Mérito. Una distinción similar recibió en la Universidad FASTA por su trayectoria en el periodismo.
El Círculo de Periodistas Deportivos le otorgó en 1993 el premio Lobo de Mar en el rubro Periodista deportivo local, además en 2005 fue galardonado con el premio Don Manuel Álvarez Arguelles a la trayectoria periodística por el Hotel Costa Galana.